# Hekuran Isai
Hekuran Isai (* 7. Mai 1933 in Peqin; † 26. März 2008) war ein albanischer Politiker der Partei der Arbeit Albaniens.

## Leben
Nach seinem Eintritt in die Partia e Punës së Shqipërisë 1957 studierte er zwischen 1957 und 1960 in der Sowjetunion und war nach seiner Rückkehr als Spezialist in einer Erdölraffinerie in Cërrik tätig. 1962 wurde er erstmals Abgeordneter der Volksversammlung (Kuvendi Popullor) und gehörte dieser von der fünften bis zum Ende der elften Wahlperiode 1991 an und war dort zunächst Mitglied des Ausschusses für Industrie, Bergbau und Bauwesen.
Auf dem 5. Parteitag der PPSh im November 1966 wurde er zunächst zum Kandidaten des Zentralkomitees (ZK) der Partei gewählt und schloss 1967 ein Studium an der Parteihochschule Wladimir Iljitsch Lenin im Fach Politische Ökonomie ab.
Im Anschluss begann er eine hauptberufliche Tätigkeit als Parteisekretär im Kreis Elbasan und war nach einer Verwendung als Erster Sekretär der PPSh im Kreis Librazhd von 1970 bis 1975 kurzzeitig Erster Sekretär der Partei im Kreis Dibra. Auf dem 6. Parteitag im November 1971 wurde er außerdem zum Mitglied des ZK gewählt.
Im Juni 1975 wurde er Mitglied des Sekretariats des ZK der PPSh und bekleidete diese Funktion zunächst bis November 1986. Wenige Monate später wurde er im September 1975 auch Mitglied des Politbüros der PPSh als Nachrücker für den entmachteten Vize-Ministerpräsidenten und Vorsitzenden der Staatlichen Planungskommission Abdyl Këllezi. Damit gehörte er neben Qirjako Mihali, Pali Miska und Llambi Gegprifti zu einer neuen Führungsgeneration innerhalb der Partei, die mit dem Abbruch der Beziehungen zur Volksrepublik China an Einfluss gewann.
Am 15. Januar 1982 erfolgte seine Ernennung zum Innenminister in der Regierung von Ministerpräsident Adil Çarçani und damit zum Nachfolger von Fecor Shehu. Als Innenminister war er zugleich Chef des Geheimdienstes Sigurimi und bekleidete diese beiden Ämter bis zum 2. Februar 1989. Zwischen Februar 1987 und Februar 1989 war er zugleich Stellvertretender Vorsitzender des Ministerrates.
Zwischen Februar 1989 und Juli 1990 war er Mitglied des Sekretariats des ZK. Im Anschluss war er erneut 9. Juli 1990 bis zum 22. Februar 1991 Vize-Ministerpräsident sowie Innenminister. Zuletzt gab er an, dass er es entgegen dem Befehl des Ersten Sekretärs der PPSh, Ramiz Alia, abgelehnt hätte bei aufkommenden Unruhen in Tirana während des Zusammenbruchs des Kommunismus im Februar 1991 auf Demonstranten schießen zulassen. Diese Behauptung wurde jedoch von Alia als unwahr zurückgewiesen.
Nach der Auflösung der PPSh und der Gründung der Partia Socialiste e Shqipërisë im Juni 1991 schied er schließlich aus dem Politbüro aus.
1994 wurde gegen ihn und die ehemaligen Funktionäre Ramiz Alia, Simon Stefani und Adil Çarçani Anklage wegen Amtsmissbrauchs und Verletzung der Bürgerrechte Anklage erhoben. Durch ein Gericht in Tirana kam es im Juli 1994 zu folgenden Verurteilungen: Alia neun Jahre Freiheitsstrafe, Stefani acht Jahre, Isai fünf Jahre sowie Çarçani fünf Jahre Freiheitsstrafe auf Bewährung.
Im Januar 1996 wurde durch ein Gericht in Tirana seine Verhaftung angeordnet.